# Emoia guttata
Espèce
Emoia guttata est une espèce de sauriens de la famille des Scincidae.

## Répartition
Cette espèce est endémique de la province de Morobe en Papouasie-Nouvelle-Guinée.

## Publication originale
- Brown & Allison, 1986 : A new lizard of the genus Emoia (Scincidae) from Morobe Province, Papua New Guinea. Occasional Papers Bernice P. Bishop Museum, vol. 26, p. 47-51.